# Path House

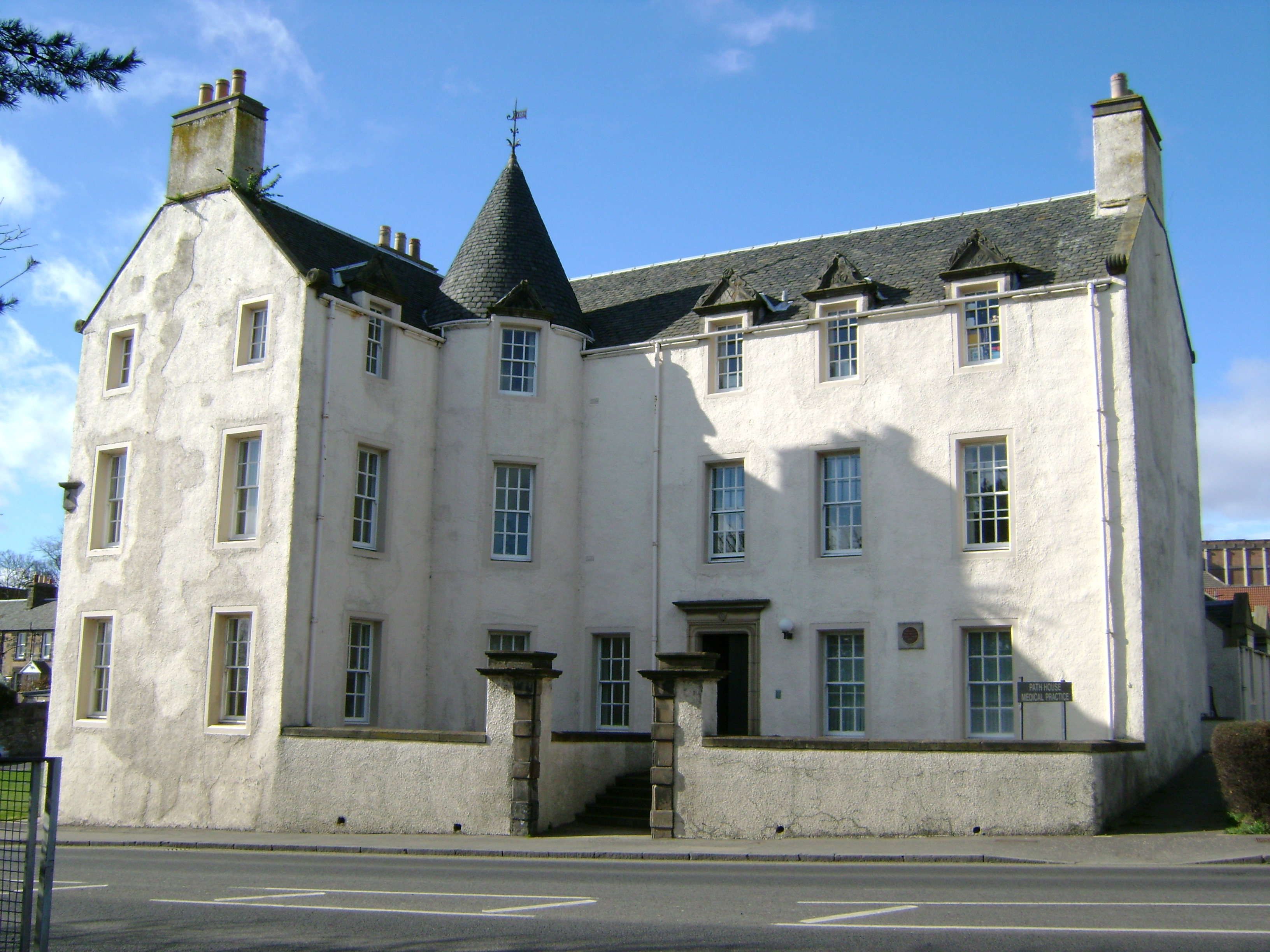
Path House

Path House, ehemals Dunnikier House, ist ein Herrenhaus in der schottischen Kleinstadt Kirkcaldy in der Council Area Fife. 1971 wurde das Bauwerk als Einzeldenkmal in die schottischen Denkmallisten in der höchsten Denkmalkategorie A aufgenommen.

## Geschichte
Das Herrenhaus wurde im Jahre 1692 von John Watson nach seiner Heirat mit Euphan Orrock erbaut. Bestätigt wird dies durch die Monogramme „IW“ und „EO“, die an verschiedenen Stellen am Haus erhalten sind. Bereits nach wenigen Jahren ging es an die Familie Oswald über. Im frühen 18. Jahrhundert wurde Path House überarbeitet. Möglicherweise stammen die rückwärtigen Flügel aus dieser Bauphase. Als Kirkcaldy immer weiter an das Herrenhaus heranwuchs, entschieden sich die Oswalds in den 1790er Jahren, das ebenfalls Dunnikier House genannte Gebäude weiter von Kirkcaldy entfernt neu zu bauen. Im Jahre 1891 wurde Path House zum Pfarrhaus der örtlichen Pfarrkirche umgenutzt. In diesem Zuge wurde das Herrenhaus renoviert. Das Fife Health Board erwarb Path House im Jahre 1979 und restaurierte es. Hierbei wurde auch der heutige Name eingesetzt. Nachdem es zunächst als Schwesternwohnheim gedient hatte, beherbergt es seit den 1990er Jahren ein Gesundheitszentrum.

## Beschreibung
Das dreistöckige Gebäude steht an der Nether Street (A921) nahe dem Hafen Kirkcaldys. Ursprünglich wies es einen L-förmigen Grundriss auf. Seine Fassaden sind mit Harl verputzt, wobei die Natursteineinfassungen abgesetzt sind. Im Innenwinkel an der südexponierten Hauptfassade tritt ein gerundeter Treppenturm mit Kegeldach und Wetterfahne heraus. Die Fassade ist weitgehend symmetrisch aufgebaut. Neben dem Turm befindet sich das profiliert eingefasste Hauptportal. Unterhalb der schlichten Bekrönung verläuft ein Fries. Entlang der Fassaden sind zwölfteilige Sprossenfenster eingelassen. Monogramme schmücken die Gesimse der Lukarnen. Die abschließenden Dächer sind mit grauem Schiefer eingedeckt.